# アンドレウス
アンドレウス（古希: Ἀνδρεύς, Andreus）は、ギリシア神話の人物である。主に、
- オルコメノスの王
- アンドロス島の王

の以下の2人がいる。以下に説明する。

## オルコメノスの王
このアンドレウスは、テッサリアー地方の河神ペーネイオスの子で、ボイオーティア地方の都市オルコメノスの最初の王。レウコーン（アタマースとテミストーの息子）の娘エウイッペーとの間にエテオクレースをもうけた。
パウサニアースによるとアンドレウスがオルコメノスの最初の住人で、その地は彼にちなんでアンドレーイスと呼ばれた。その後、この地にやって来たアタマースのためにラピュスティオン山一帯、後のコローネイア、ハリアルトス一帯を割譲した。一方、アンドレウスはアタマースの孫娘エウイッペーと結婚し、エテオクレースが生まれた。ただし人々の間ではエテオクレースの本当の父は河神ケーピーソスだったとまことしやかに語られ、一部の詩人（ヘーシオドス）もその説を採って詩を書いた。

## アンドロス島の王
このアンドレウスは、アンドロス島の王である。アイガイア海の島々や小アジアの沿岸地域を支配したラダマンテュスからアンドロス島を与えられ、そこにアンドロス市を創建した。デルポイにはアンドロス市が奉納したアンドレウスの像があった。